# 汤米·沙恩·斯泰纳
汤米·沙恩·斯泰纳（Tommy Shane Steiner，1973年10月9日生于美国德克萨斯州奥斯汀），美国鄉村音樂歌手。斯泰纳在2001年发行了他的首张单曲《What If She's an Angel》，该曲在《告示牌》Hot Country Singles & Tracks 榜上取得的最好成绩为第二名。次年，他又发行其首张专辑《Then Came the Night》，但这张专辑的表现成绩不如首张单曲成绩理想，发行后只在美国乡村音乐榜上取得第6名的成绩，在《告示牌》200上排名第71。斯泰纳从此停止了他的音乐生涯。